# Щипцов Олександр Олександрович
Олекса́ндр Олекса́ндрович Щипцо́в (*4 серпня 1985, м. Київ,Україна) — український держслужбовець, політичний діяч, начальник державної установи «Держгідрографія» з 2018- до цього часу, фахівець з водного транспорту України, кандидат юридичних наук.

## З біографії
Олександр Щипцов народився 4 серпня 1985 року в Києві.

## Освіта
У 2002 році закінчив гімназію № 178 міста Київ.
У 2007 році закінчив Українську академію зовнішньої торгівлі за спеціальністю «Міжнародне право».
У 2010 році закінчив Одеський національний морський університет за спеціальністю «Організація перевезень і управління на транспорті».
У 2013 році захистив дисертацію в Національному університеті «Одеська юридична академія» та отримав науковий ступінь кандидата юридичних наук зі спеціальності «Міжнародне право».
У 2018 році закінчив Національну академію державного управління при Президентові України та здобув ступінь магістра за спеціальністю «Державне управління».

## Підвищення кваліфікації
Національний університет «Одеська морська академія», Управління та адміністрування, згідно з Положенням, затвердженим постановою Кабінету Міністрів України від 08.02.1997 № 167, та кваліфікаційною характеристикою керівника підприємства, 2020 рік.

## Кар'єра
• 2007–2008 – начальник управління вантажних перевезень відкритого акціонерного товариства «Київський річковий порт»;  
• 2008–2009 – начальник відділу з організації виробництва піску і перевезень акціонерної судноплавної компанії «Укррічфлот;
• 2009–2011 – перший заступник начальника Головного державного реєстратора флоту Інспекції Головного державного реєстратора флоту;
• 2011 – заступник начальника порту державного підприємства «Ялтинський морський торговельний порт»;
• 2011–2012 – заступник начальника порту з експлуатації державного підприємства «Севастопольський морський торговельний порт»;
• 2012–2013 – начальник Управління надання права плавання під державним прапором та видачі суднових документів;
• 2013–2015 – начальник Управління надання адміністративних послуг Державної інспекції України з безпеки на морському та річковому транспорті;
• 2018 – радник голови правління із суднобудування та реновації флоту ПрАТ «Українське Дунайське пароплавство»;
• 2018–2019 – виконуючий обов’язки начальника державної установи «Держгідрографія»;
• 2019 – до цього часу начальник державної установи «Держгідрографія».

## Державна служба
• 06 серпня 2012 року присвоєно 7 (сьомий) ранг державного службовця;
• 06 серпня 2014 року присвоєно 6 (шостий) ранг державного службовця.

## Відзнаки
- жовтень 2010 – нагрудний знак Головної державної інспекції України з безпеки судноплавства «За значний внесок»;
- липень 2014 – Подяка Міністерства інфраструктури України;
- травень 2019 – нагрудний знак «Почесна відзнака Асоціації портів України – «Укрпорт»;
- липень 2022 – пам’ятний нагрудний знак – хрест «30 років Військово-Морським Силам України»;

- серпень 2022 - Подяка Верховної Ради України;
- серпень 2022 - нагрудний знак  «Почесний працівник Держгідрографія»;
- вересень 2022 - Почесна грамота Національної академії наук України;
- жовтень 2022 - Орден святого Архістратига Михаїла II ступеня.

## Наукові праці
·       Щипцов О.О. Морське судно: арешт та затримання (препринт). – Сев.: НЦВ “ЕКОСІ - Гідрофізика”, 2005; 
·       Щипцов О.О. Конвенція 185 Міжнародної організації праці // Всеукраїнський теоретичний науково-методичний інформаційний журнал. – Одеса.:ОНМА, 2006;
·       Щипцов О.О. Щодо питання про розмежування функцій державного  управління у галузі торговельного мореплавства і судноплавства на внутрішніх водних шляхах (препринт).– Сев.: НЦВ “ЕКОСІ Гідрофізика”, 2006;
·       Щипцов О.О. Державний нагляд за безпекою судноплавства // Безпека мореплавства та ефективний суднохідний менеджмент: зб. доповідей III-ої Всеукраїнської науково-практичної конференції. – Коктебель, 2006. – С. 103-108.
·       Щипцов О.О. Щодо питання про розмежування функцій державного управління у галузі торговельного мореплавства і судноплавства на внутрішніх водних шляхах: препринт / О.О. Щипцов. – Севастополь: НЦВ «ЕКОСІ-Гідрофізика», 2006. – 12 с.
·       Щипцов О.О. Першочергові заходи з підвищення ефективності морського та річкового транспорту України (міжнародно-правові аспекти) // «Новітні тенденції і стратегії розвитку міжнародної торгівлі: фінансово-економічний та правовий аспекти». Збірник матеріалів X міжнародної науково-практичної конференції 30 травня 2007 року. - К.: УАЗТ, 2007. 418 с. - С.146 -148; 
·       Щипцов О.О. Арешт та затримання морського судна // «Моделі забезпечення сталого розвитку світового господарства: економіка, фінанси та право». Збірник матеріалів XI  Міжнародної науково-практичної конференції 30 травня 2008 року. – К.: УДУФМТ, 2008. 424 с. – С. 356 – 367;
·       Щипцов О.О. Формування державної морської політики України // «Світова фінансово-економічна криза: стратегія протидії та мінімізації наслідків (економіка, фінанси та право)». Збірник матеріалів XII  Міжнародної науково-практичної конференції 29 травня 2009 року. – К.: УДУФМТ, 2009. 424 с. – С. 356 – 367;
·      Щипцов О.О. Щодо питання про ідентифікацію особи моряка // Морське право: актуальні питання теорії і практики»: Збірник наукових праць. – Одеса: Видавінформ ОНМА, 2010. – Вип.5. – 166 с.
·       Щипцов О.О., Щипцов О.А. Удосконалення нормативно-правової  бази, що регламентує питання безпеки морської діяльності, відповідно до норм міжнародних конвенцій // Збірник наукових праць. 2010 року. – К.: УДУФМТ.
·       Щипцов О.О. Вплив державної морської політики України на імплементацію міжнародного морського права у сфері безпеки торговельного мореплавства : монографія / О. О. Щипцов. - О. : Фенікс, 2012. - 223 c.
·       Щипцов О.О., Щипцов О.А. Наука про океан у наступному Десятилітті. Океанографічний журнал (Проблеми, методи та засоби досліджень Світового океану), 1/2019  Океанологические исследования: международно-правовая регламентация в современных условиях: в 2 ч. Ч.2: Міжнародно-правова регламентація діяльності України при проведенні морських експедиційних досліджень в зонах національної юрисдикції прибережних держав Азово-Чорноморського басейну / Щипцов О.О., Анцелевич Г.А., Варес К.Л. и др.; за заг. ред. О.А. Щипцова. –  Одеса: Фенікс, 2015. – 228 с.
·       Щипцов О.О., Щипцов О.А.  Перспективи формування міжвідомчого банку цифрових океанографічних даних в інтересах навігаційно-гідрографічного забезпечення морської діяльності // Морська стратегія держави. Розвиток та реалізація морського потенціалу України: матеріали міжнародного наукового форуму 20-21 червня 2018 року. – К.: НУОУ ім. Івана Черняховського, 2018. – С.19-24. 
·       Щипцов О.О., Щипцов О.А. Наука про океан у наступному десятилітті // «Океанографічний журнал» (Проблеми, методи та засоби досліджень Світового океану). – 2019. – № 1 (12). – С. 5-40.
·       Голодов М.Ф., Гордєєв А.Ю., Нестеренко Л.В., Тимченко Ю.А., Федосеєнков С.Г., Шундель О.І., Щипцов О.А., Щипцов О.О. Гідрофізичні дослідження морського та річкового середовища // Геофизический журнал. – 2019. – № 6 (Т. 41). – С 111-127.
·       Голодов М.Ф., Гордєєв А.Ю., Попов Ю.І., Федосеєнков С.Г., Щипцов О.А., Щипцов О.О. Комплексні морські (річкові) експедиційні дослідження - важливий напрямок розвитку науково-технічного потенціалу морегосподарського комплексу країни // Геофизический журнал. – 2019. – № 6 (Т. 41). – С 190-205.
·       Щипцов О.А., Щипцов О.О. Перспективи науково-технічної розробки ескізного проекту українського океанографічного дослідного судна нового покоління // Геологія і корисні копалини Світового океану. – 2019. – № 4. – С. 99-109. 
·       Чорнобильська зона відчуження: комплексна науково-дослідна експедиція «Прип’ять» / Щипцов О.А., Голодов М.Ф., Гордєєв А.Ю., Стефанов Г.С., Федосеєнков С.Г., Шундель О.І., Щипцов О.О. та ін. – К.: ДУ «Держгідрографія», 2019, – 167 с.
·       Міжнародне морське право: Правовий статус науково-дослідних суден / О.А. Щипцова,  Г.О. Анцелевич, О.Т.Геренко, О.Ф. Моцик, Г.С. Стефанов, О.О. Щипцов О.О.; за ред. чл.-кор. НАН України О.А. Щипцова. – Київ: ДУ «Гідрофізичний центр НАН України»; Одеса: Фенікс, 2019. – 436 с

## Дивись також
- Держгідрографія;
- Водний транспорт України.